# 巴納茲

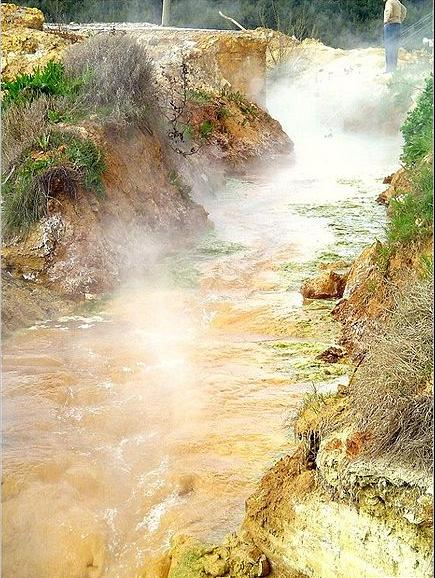

巴納茲是土耳其的城鎮，由烏沙克省負責管轄，位於該國西部，距離首府烏沙克33公里，面積1,063平方公里，海拔高度914米，2008年人口15,241，居民主要是信奉伊斯蘭教遜尼派。